# Эндикотт, Джон
Джон Эндикотт (англ. John Endecott или англ. Endicott; ранее 1600 — 15 марта 1664/5) — английский колониальный чиновник в Северной Америке, один из «Отцов Новой Англии», губернатор колонии Массачусетского залива. Занимал пост губернатора 5 раз, в общей сложности на протяжении 16 лет, включая большую часть последних 15 лет его жизни. В промежутках между губернаторством занимал другие публичные должности с 1628 по 1665 год, за исключением 1634 года.
Эндикотт был ревностным пуританином с сепаратистским отношением к англиканской церкви. Это иногда приводило его к конфликтам с другими представителями британской элиты в Новой Англии. Эндикотт утверждал, что женщины должны одеваться скромно и что мужчины должны коротко стричь волосы, и издал судебные решения, изгонявшие людей, которые придерживались отличных от пуританских религиозных взглядов. Известно, что однажды он разорвал английский флаг, так как видел в Кресте Святого Георгия символ папства. Экспедиция, которую он возглавлял в 1636 году, считается начальным этапом британского наступления во время Пекотской войны, практически уничтожившей племя пекотов.
Эндикотт также участвовал в одной из первых попыток развития горнодобывающей промышленности в колониях, когда в Массачусетсе была обнаружена медная руда. Его имя можно найти высеченным на скале у озера Уиннипесоки, в память об отправленной им экспедиции по демаркации северной границы колонии Массачусетса в 1652 году.

## Биография
О происхождении Джона Эндикотта известно не много. Биографы XIX века полагали, что он был родом из Дорчестера из-за его тесных связей с уроженцами тех мест. В начале XX века историк Ропер Летбридж предположил, что Эндикотт родился около 1588 года в Чагфорде в Девоне или около него. В XVI веке семья Эндикотт, вместе с Уиддонами, Нэпманами и Летбриджами, владела большей частью шахт вокруг городка Чагфорд, что косвенно объясняет заинтересованность Эндикотта в развитии добычи меди. Основываясь на этих доказательствах, в Чагфорде был предположительно установлен дом Эндикотта. Однако более поздние исследования Исторического генеалогического общества Новой Англии выявили проблемы с аргументацией Летбриджа. Согласно указанным исследованиям, Эндикотт, возможно, и родился в Чагфорде или рядом с ним, но тому нет никаких убедительных доказательств, как и достоверных данных о его родителях. На основании имеющихся доказательств считается, что Эндикотт, вероятно, родился не позднее 1600 года.
Очень мало известно о жизни Эндикотта до его присоединения к колонизации Новой Англии в 1620-х годах. Он был хорошо образован и говорил по-французски. Некоторые ранние колониальные документы упоминают «Капитана Эндикотта», что указывает на его военный опыт, другие записи свидетельствуют о том, что он имел медицинскую подготовку.

### Поселение в Новом Свете
В марте 1627/8 Эндикотт был одним из семи получателей гранта на землю, предоставленного графом Уориком «Компании Новой Англии в Массачусетсе» от имени Совета Плимута. Совет был в то время организацией, осуществлявшей надзор за английской колонизацией Северной Америке между 40 и 48 градусами.
Эндекотт был выбран лидером первой экспедиции, и 20 июня 1628 года отправился в Новый Свет на судне «Абигейл» с 50 или около того «плантаторами и слугами». Поселение, которое они образовали, сначала называлось Наумкеагом, по имени местного индейского племени, но в конце концов было переименовано в Сейлем в 1629 году. Район был уже занят поселенцами несостоявшейся Дорчестерской компании, некоторые из вкладчиков которой также участвовали в компании Новой Англии. Эта группа более ранних поселенцев, возглавляемая Роджером Конантом, мигрировала из поселения на мысе Энн (около нынешнего Глостера, штат Массачусетс) после его уничтожения. Эндикотт официально не был назначен губернатором новой колонии, пока в 1629 году не был выпущен королевский устав. К этому времени он был назначен губернатором советом Лондонской компании, а Мэтью Крэддок — губернатором компании в Лондоне.

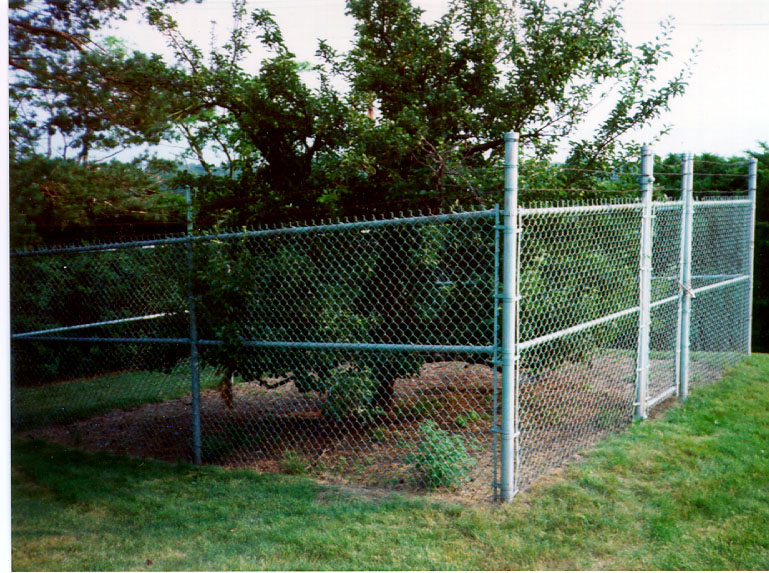
Груша Эндикотта, 1997

Ответственность Эндикотта заключалась в создании колонии и подготовке её к прибытию новых поселенцев. Зимы 1629 и 1630 годов были трудными по сравнению с теми, что были в Англии, и он призвал Плимусткую колонию для оказания медицинской помощи. Его жена, которая заболела во время плавания, умерла той зимой. Другие трудности, с которыми столкнулся губернатор, включали ранние признаки религиозных трений среди поселенцев колонии (разделение между нонконформистами и сепаратистами). Когда одна группа ранних поселенцев попыталась создать церковь, независимую от той, которая была установлена колониальным руководством, его лидеры были отправлены обратно в Англию.

### Начало 1630-х годов
Первое пребывание Эндикотта в качестве губернатора подошло к концу в 1630 году, с приходом к власти Джона Уинтропа и изданием колониальной хартии. Компания реорганизовалась, переместив свою резиденцию в колонию, а Уинтроп стал её единственным губернатором. Уинтроп, увидев условия жизни в Сейлеме, решил переместить резиденцию колонии в устье реки Чарльз, где он основал то, что сейчас является городом Бостон. Эндикотт, избранный в качестве одного из помощников губернатора, решил остаться в Сейлеме, где он являлся городским советником и главой ополчения, в дополнение к постам главы ополчения всей колонии и магистрата. Он основал плантацию под названием «Орчард» в Сейлеме (ныне известную как Дэнверс), где он выращивал фруктовые деревья. Одна из груш, посаженная им в поселении, до сих пор плодоносит и носит имя Груши Эндикотта.

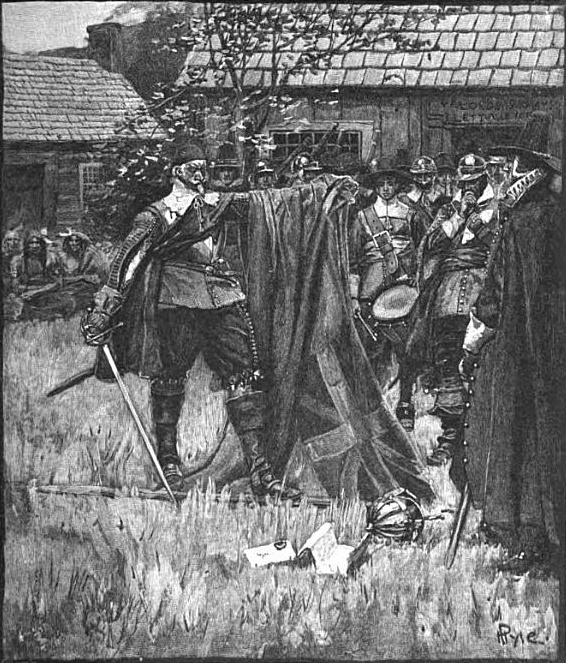
Эндикотт рвет английский флаг. Художник Х. Пайл неверно изобразил флаг Union Jack, хотя флаг в то время содержал только Георгиевский крест.

В начале 1630-х годов религиозный конфликт между нонконформистами и сепаратистами был основным источником политических разногласий в колонии, и он был воплощен церквями, созданными в Бостоне и Сейлеме. Сейлемская церковь придерживалась сепаратистских учений, которые стремились к полному разрыву с англиканской церковью, в то время как нонконформистские учения, которые проводили Уинтроп и большая часть колониального руководства в Бостоне, стремились реформировать англиканскую церковь изнутри. Прибытие в Бостон в 1631 году Роджера Уильямса, признанного сепаратиста, усилило этот конфликт. Власти изгнали его, и он сначала отправился в Сейлем, где, благодаря Эндикотту, ему предложили должность учителя в местной церкви. Когда новость об этом дошла до Бостона, Эндикотт подвергся критике за поддержку Уильямса, которого изгнали из колонии. Уильямс отправился в Плимут, но несколько лет спустя вернулся в Сейлем, став неофициальным пастором церкви после смерти Сэмюэля Скелтона в 1634 году. Власти Бостона потребовали его ареста после того, как он сделал то, что они рассматривали как предательские и еретические заявления; Уильямс бежал и в конце концов основал Провиденс, Род-Айленд. В это время Эндикотт утверждал, что женщины должны носить вуаль в церкви, и разорвал флаг местного ополчения, потому что он носил Георгиевский крест, который, как утверждал Уильямс, был символом папства. Эта акция отмечается в рассказе Натаниэля Хоторна «Эндикотт и Красный Крест»
, где писатель представляет событие «как символ религиозной нетерпимости и героического сопротивления иностранному господству в Новой Англии». Эндикотт сделал это в то время, когда Тайный совет короля Карла I рассматривал дела в Массачусетсе, а колониальная администрация была обеспокоена тем, чтобы предотвратить утрату колониальной хартии. Эндикотт был осужден за опрометчивость действий (а не за сам акт) и лишился каких-либо постов на один год; 1635 год был единственным годом, когда он не занимал государственных должностей. Комитет, управляющий колониальной милицией, проголосовал в том году, чтобы прекратить использование английского флага в качестве штандарта. После отказа колониального собрания предоставить Сейлему дополнительные земли из-за присутствия Уильямса в Сейлеме, местная церковь распространила письмо к другим церквям колонии, называя законодательный акт «отвратительным грехом». Хотя авторство письма неизвестно, Эндикотт защищал его положения, когда его вызвали в Бостон, и, как результат, он был заключен в тюрьму на один день; после признания вины он был отпущен.

### Пекотская война
В 1636 году лодка массачусетского торговца Джона Олдэма была замечена на стоянке у Острова Блок. Колонисты обнаружили Олдэма убитым местными индейцами. По полученной информации убийцы бежали под защиту племени пекотов. В то время пекоты были наиболее агрессивным из индейских племен региона и часто конфликтовали с другими племенами, но в целом поддерживали мир с английскими колонистами современной Новой Англии. Убийство Олдэма разозлило власти Массачусетса, так как пекоты ранее отказались выдать людей, причастных к убийству другого торговца на реке Коннектикут. Эта тенденция вызвало призывы в Массачусетсе к войне против пекотов. В августе 1636 года губернатор Вейн отправил Эндкотта во главе отряда из 90 человек для атаки на пекотов [39].

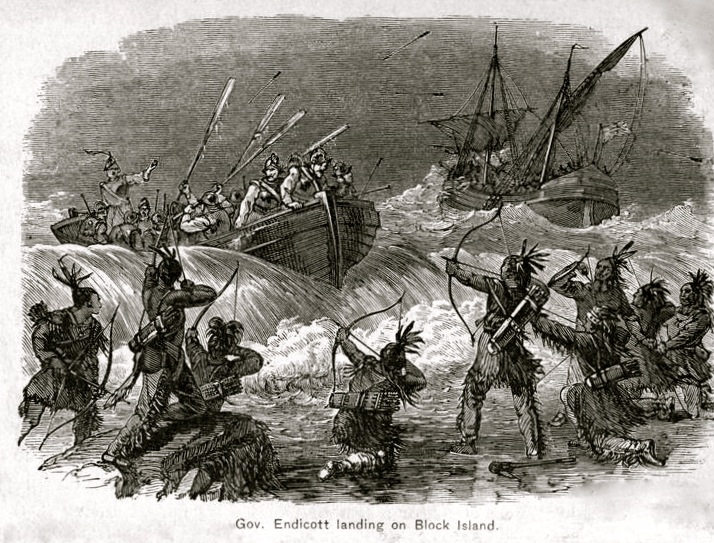
Гравюра, изображающая людей Эндикотта, высаживающихся на острове Блок

Эндикотт получил инструкции высадиться на острове Блок, убить местных индейцев и взять в плен их женщин и детей. Затем он должен был высадиться на материке и потребовать от вождей пекотов выдачи убийц Олдэма и другого торговца, уплаты контрибуции и заложников из числа детей племени. Эндикотт выполнил эти инструкции с усердием. Хотя большинство индейцев на острове Блок не оказали серьёзного сопротивления, он провел два дня, уничтожая деревни, урожаи и каноэ, однако многие индейцы на острове успешно избежали расправы. В английских сообщениях утверждалось, что 14 индейцев были убиты, но индейцы племени наррагансет сообщили только об одном погибшем. Затем Эндикотт отплыл в Сейбрук, английское поселение в устье реки Коннектикут. Лайон Гардинер, местный лидер, после некоторых задержек из-за плохой погоды согласился сопровождать силы Массачусетса для атаки на пекотские амбары с зерном. Когда колонисты прибыли в деревню пекотов у устья реки Темзы, их встретила засада. Англичане предъявили свои требования, угрожая войной, если они не получат удовлетворения. Случился бой, не повлекших серьёзных жертв, так как индейцы почти полностью заблаговременно покинули деревню. После завершения операции Эндикотт и его люди на лодках вернулись в Бостон, оставив Гардинера и его людей для грабежа амбаров. Пекоты перегруппировались и начали атаку на Гардинера, которые едва смог избежать гибели.
Историк Альфред Кейв описывает действия Эндикотта как «провокацию войны с индейцами». Все окружающие колонии протестовали против акции, жалуясь, что жизнь их граждан была поставлена под угрозу этим рейдом. Поскольку пекоты ранее поддерживали мир с англичанами, рейд Эндикотта предсказуемо вызвал ответную реакцию индейцев. В апреле 1637 года на реку Коннектикут колонисты были атакованы, а Гардинер был практически осажден в Сейбруке. Эндикотт не играл никакой дальнейшей роли в войне, которая закончилась уничтожением пекотов как племени; их земля была разделена между колониями и их индейскими союзниками Хартфордским соглашением 1638 года.

### Последующие губернаторства
Эндикотт был избран заместителем губернатора в 1641 году, и в этой роли он был одним из подписавших Массачусетский Корпус Свобод, в котором перечислялся ряд индивидуальных прав, доступных всем колонистам, — предвестник Билля о правах Соединённых Штатов. Следующие несколько лет были спокойными, хотя слухи о войне с индейцами привели к образованию в 1643 году Конфедерации Новой Англии, призванной облегчить совместные действия колоний Новой Англии против общих внешних угроз, а также внутренние вопросы, такие как борьба с бегством рабов и преступников.
В 1643 году губернатор Уинтроп вступил в конфликт по поводу борьбы за власть в соседней французской Акадии. Эндикотт считал, что следует позволить французам воевать между собой без участия англичан, поскольку это ослабит обе стороны. Выборы губернатора 1644 года стали референдумом по политике Уинтропа; Эндикотт был избран губернатором, а Уинтроп стал его заместителем. В течение своего однолетнего срока он руководил разделением колонии на четыре округа: Саффолк, Эссекс, Миддлсекс и Норфолк. Поддержка Эндикотта горожанами Сейлема вызвала попытку переместить туда колониальную столицу, но она была отклонена губернаторским советом.
Томас Дадли был избран губернатором в 1645 году, а Уинтроп стал его заместителем. Эндикотт, в утешение, получил командование колониальной милицией, починенной губернатору. Он также был вновь назначен помощником губернатора и представлял колонию в конфедерации в 1646 году. Уинтроп был переизбран губернатором в 1646 году; после его смерти в 1649 году Эндикотт вновь стал губернатором. Ежегодно переизбираясь, он руководил колонией почти непрерывно до своей смерти в 1664/5; в течение двух периодов (1650—1651 и 1654—1655 гг.) он был заместителем губернатора.
В 1639 году Эндикотт получил несколько сотен акров земли к северу от Сейлема, там, где сейчас находятся Боксфорд и Топсфилд. До 1659 года грант официально не был составлен, но ещё в 1651 году Эндикотт получил дополнительные «триста гектаров земли, чтобы вести добычу меди».
Постоянный дефицит монет во всех колониях побудил Массачусетс создать монетный двор 27 мая 1652 года и начать чеканку монет из собственных запасов серебра. Этот поступок решил практическую проблему, но вышел за пределы дозволенных короной прав. Хотя это не стало проблемой, в то время как Эндикотт был губернатором, монетный двор в конечном итоге стал источником споров с короной и был закрыт около 1682 года.
Границы колонии несколько расширились во время пребывания Эндикотта на посту губернатора, главным образом в 1650-х годах. В 1652 году он направил комиссию с геодезистами, чтобы найти самую северную точку на реке Мерримак, поскольку колониальный грант определил её северную границу в 3 милях (4,8 км) к северу от этой реки. Эти геодезисты вышли к озеру Уиннипесоки и выбили надпись на камне, который теперь находится в небольшом государственном парке Нью-Гемпшир.

### Религиозная нетерпимость

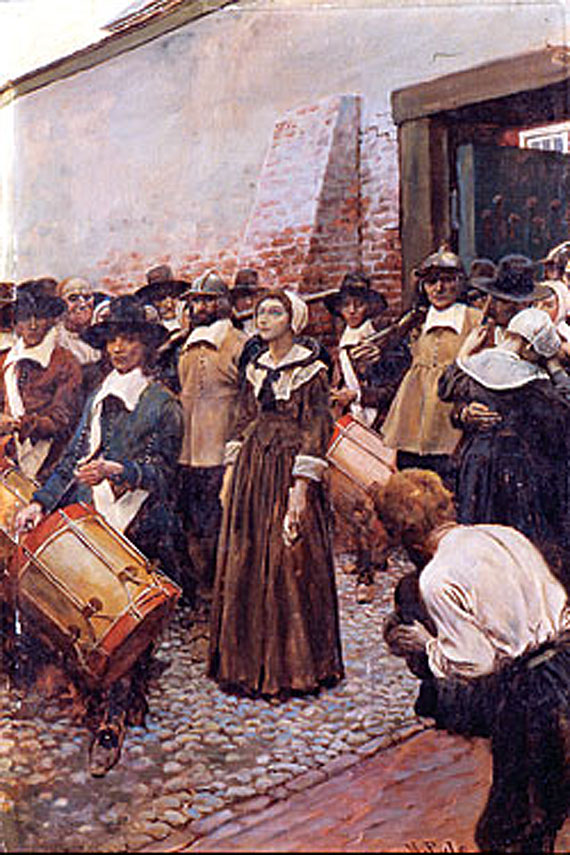
Мэри Дайер ведут к виселице в 1660 году (худ. Х Пайл)

По сохранившимся источникам известно, что Эндикотт не любил модной тенденции к длинным волосам. В 1651 году он председательствовал на суде, на котором троих мужчин обвиняли в том, что они были баптистами, что было запрещено в колонии в 1644 году.
Когда Оливер Кромвель укрепил свой контроль над Англией в начале 1650-х годов, он начал подавление религиозных общин, которые расходились с его религиозными взглядами. В частности, это были баптисты и квакеры, и эти группы начали миграцию в североамериканские колонии, чтобы избежать преследований. Первые прибывшие в Бостон в 1656 году были быстро депортированы заместителем Эндикотта Ричардом Беллингемом. Следующих за ними Эндикотт посадил в тюрьму в ожидании суда и депортации. Он несколько раз встречался с лидером квакеров Мэри Принс, получив от неё «возмутительное письмо». Встречи были, по-видимому, бесплодными, и она и другие квакеры были депортированы. После этих действий члены Конфедерации Новой Англии приняли меры для оперативного изгнания квакеров.
Принятые меры были недостаточными для предотвращения притока квакеров, поэтому были приняты более жесткие меры. Пойманным квакерам были отрезаны уши, а язык был прижжен каленым железом. В 1659 году трое квакеров были арестованы и приговорены к смертной казни. Двое из них, Мармадук Стивенсон и Уильям Робинсон, были повешены, а третья, Мэри Дайер, получила прощение в последнюю минуту. Дайер вернулась в колонию в 1660 году и публично отказалась покаяться в своих заблуждениях и не согласилась на вечное изгнание из колонии. Она была повешена 1 июня 1660 года; она, Стивенсон, Робинсон и Уильям Леддра (повешен в 1661 году) теперь известны как «Бостонские мученики». Суровость этих действий была признана колонистами излишней, и смертная казнь стала назначаться только за пятое преступление, а не третье.

### После Реставрации
В июле 1660 года в Бостон прибыла весть, что Карл II восстановлен на английском престоле. Это стало причиной для беспокойства во всех колониях, которые поддерживали Кромвеля, поскольку их уставы могли быть отменены. В Бостоне это создало сложную ситуацию для Эдварда Уэлли и Уильяма Гоффе, которые голосовали за казнь Карла I. Хотя Карл II пообещал в Бредской декларации 1660 года, что все голосовавшие будут помилованы, Закон о возмещении и забвении 1660 года установил правила для их наказания. Уэлли и Гоффе свободно передвигались по Бостону в течение некоторого времени, и Эндикотт отказался арестовать их, пока не получит приказ из Лондона. Он выдал ордер на арест 8 марта 1661 года. Неизвестно, были ли Уэйли и Гоффе заранее предупреждены об ордере, но они бежали, по-видимому, в Нью-Хейвен. Эндикотт получил приказ разыскать беглецов, но он не проявил в этом усердия.
Противники пуритан в Массачусетсе передавали свои жалобы новому королю. Среди их жалоб был тот факт, что восхождение Карла на престол официально не было приветствовано в колониях; это произошло только в 1661 году после того, как Эндикотт получил от короля прямой приказ.
Для решения взаимных претензий в Лондон была направлена делегация. Колониальная миссия, возглавляемая будущим губернатором Саймоном Брэдстритом и пастором Джоном Нортоном, была успешной, и король объявил, что он возобновит колониальную хартию, если колония позволит англиканской церкви там практиковать.

### Последние годы
В 1655 году Массачусетская ассамблея приняла закон, требующий от своего губернатора жить ближе к Бостону; это, вероятно, было сделано в ответ на шесть последовательных выборов Эндикотта в качестве губернатора. Следовательно, Эндикотт был обязан приобрести жилье в Бостоне; хотя он часто возвращался в Сейлем, Бостон стал его домом на всю оставшуюся жизнь. Эндикотт умер в Бостоне 15 марта 1664/5 года. Хотя ранние сообщения утверждают, что он был похоронен в Королевской часовне Бостона, поздние доказательства подтвердили его место захоронения в могиле 189 на Кладбище Гранари.